# Nothing to Fear
«Nothing to Fear» es una pieza instrumental del grupo inglés de música electrónica Depeche Mode compuesta por Martin Gore, publicada en el álbum A Broken Frame de 1982.

## Descripción
En los años 80 era frecuente que los grupos del género electro pop incluyeran en sus discos piezas sintéticas solo musicalizadas como manera de exhibir las cualidades del tecno y hacer hincapié en que no forzosamente requerían una letra,  para así igualarse a la música acústica. Además eran muestras de destreza con un sintetizador. De hecho en el primer álbum de DM, Speak & Spell, ya se había incluido un tema instrumental compuesto también por Gore.
Pero Nothing to Fear quizás sea en realidad de lo más rescatable de A Broken Frame pese al poco aprecio manifiesto de los integrantes por esa colección, pues sentaba un sonido más trágico que después sería capitalizado en álbumes posteriores. Es un consistente ejercicio de electro aún íntegramente sintético que transmite algo de protección como su nombre indica, Nada que Temer, mostrando diferentes involuciones en su duración, igual ésta a la de cualquier tema cantado.
Cuenta con un sonido más bien dramático, sumamente artificial como mandaba el género, complementado con algunos efectos de vació y solo un par de cambios de ritmo, presentado una ligera alteración de armonía pero sin alejarse de la melodía principal. La base inicial está conducida por unas persistentes notas de teclado, también en una forma muy artificial consistente con el conjunto de musicalización electro.
Sobre el hecho de no haber incluido letra, ello era también algo normal con las funciones de tecno pues, al igual que cualquier tema acústico, muchas funciones electrónicas son compuestas primero en musicalización y después se les pone letra, sin embargo Nothing to Fear es un buen ejemplo de una pieza con buen potencial para haber contado con lírica.
Así, fue el último tema electrónico-instrumental de DM en una verdadera tradición del synth pop, los posteriores serían solo lados B comprometidos con un sonido más experimental, mientras en tema operístico instrumental Pimpf de 1987 fue una pieza mucho más orgánica que sintética al igual que los “interludios ocultos” de DM de 1990 y 1993, también de sonido mucho más experimental. Los temas electrónicos instrumental serían retomados por el grupo hasta 1997, basados más bien en la prevaleciente tendencia trip hop que en un sonido neto de sintetizador, pero éstos caracterizados por una muy reducida duración, dejando a Nothing to Fear como una función electro más típica y purista para un grupo del género.
Curiosamente, solo en la edición americana de A Broken Frame se incluyó un segundo tema instrumental, Further Excerpts from: My Secret Garden.

## En directo
El tema se interpretó solo durante la gira Broken Frame Tour, tras de la cual no volvería a ser incorporado en presentaciones en directo de DM debido al poco aprecio de ellos mismos hacia ese álbum.
En la gira no se tocó en todas las fechas pues se intercalaba con el también instrumental Big Muff compuesto por el mismo Martin Gore para el anterior disco.
- Datos: Q6045618